# Simon le Breton
Simon le Breton ook Symon, Simonet (geboren omstreeks 1420 - overleden in 1473) was een componist Vlaamse polyfonie uit de Bourgondische School.

## Leven en werk
Hij was meer dan dertig jaar zanger aan de Bourgondische hofkapel. Bij zijn vertrek in mei 1464 zou de van afkomst Engelse componist Robert Morton bij wijze van afscheidsgeschenk een zetting hebben gecomponeerd van het beroemde lied L’Homme armé (de oudst overgeleverde zetting van dit lied overigens, dat door verschillende componisten als cantus firmus is aangewend voor hun miscomposities). Het is opgevat als een quodlibet met de teksten Il sera pour vous/L’Homme armé.
Le Breton werd vervolgens lid van de broederschap van de Brusselse Sint-Jacob-op-Koudenbergkerk en kanunnik aan de kathedraal van Kamerijk. In die kathedraal werd hij ook begraven - een jaar voor Guillaume Dufay - in de kapel van Sint-Stefaan.
Het driestemmige Nederlandse lied Vie sach oit wordt toegeschreven aan Simonet, misschien Simon le Breton. Het is overgeleverd in een Florentijns handschrift van omstreeks 1475-1480. Het rondeau Nul ne s’y frotte wordt aan een magister Symon toegeschreven, misschien Simon le Breton.
Mogelijk is Simon le Breton ook de auteur van de Cent nouvelles nouvelles